# Pascal Roller
Pascal Roller (Heidelberg, 20 novembre 1976) è un ex cestista tedesco.
Alto 180 cm, giocava come playmaker.

## Carriera
Con la Germania ha disputato i Giochi olimpici di Pechino 2008, due edizioni dei Campionati mondiali (2002, 2006) e due dei Campionati europei (2003, 2005).

## Palmarès

### Squadra
- Campionato tedesco: 1

Skyliners Frankfurt: 2003-04
- Coppa di Germania: 1

Skyliners Frankfurt: 2000

### Individuale
- Basketball-Bundesliga MVP: 1

Skyliners Frankfurt: 2003-04